# Ena (Gattung)

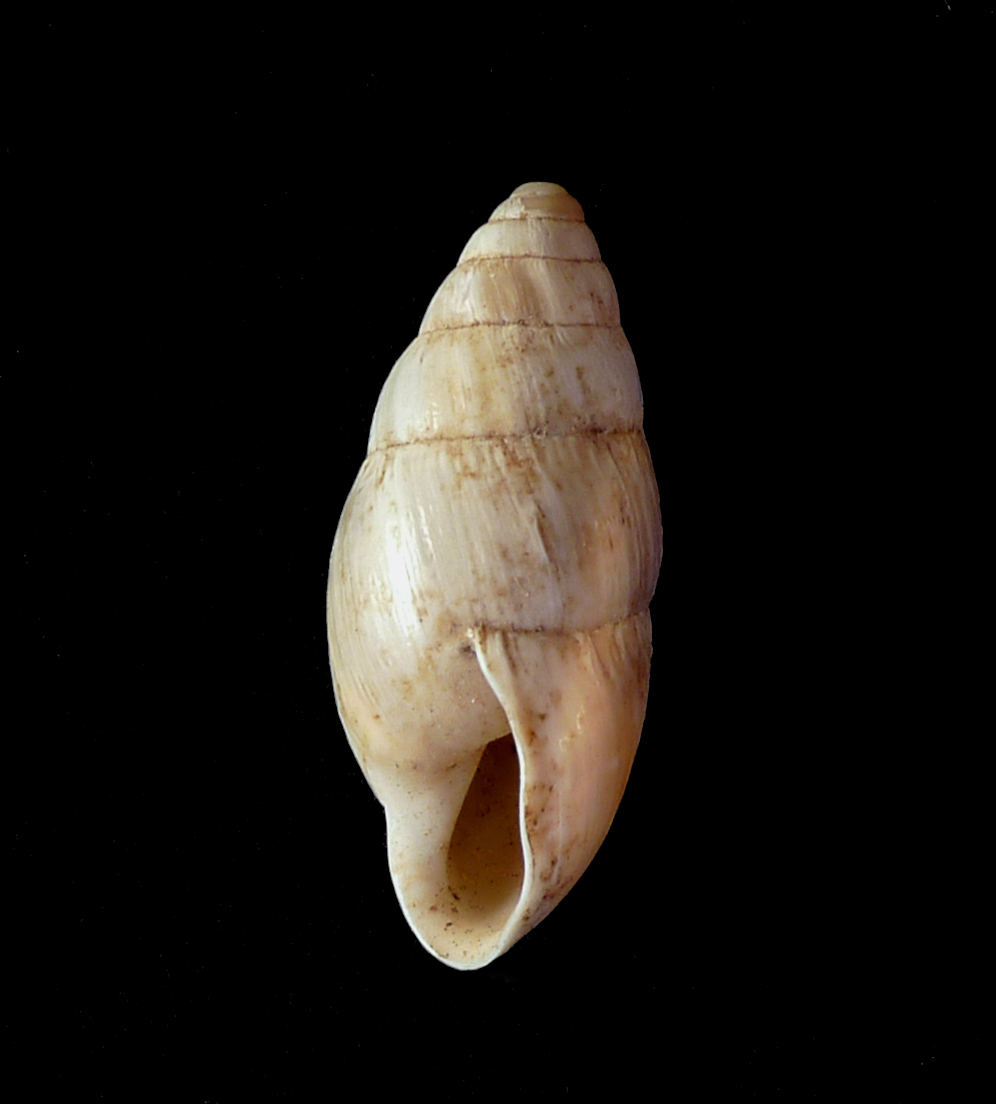
Blick auf die unbewehrte, einfache Mündung. Die letzte Windung steigt kurz vor der Mündung leicht an.

Ena ist die namengebende Gattung der Familie der Enidae (Vielfraßschnecken) aus der Unterordnung der Landlungenschnecken (Stylommatophora).

## Merkmale
Die konischen bis eiförmig-konischen Gehäuse werden 13 bis 17 mm hoch und 5 bis 6,5 mm breit. Sie haben sieben bis acht Windungen, die an der Peripherie mäßig gewölbt sind. Die letzte Windung steigt erst kurz vor der Mündung, wenn überhaupt, leicht an. Die eiförmige bis länglich-eiförmige Mündung ist unbewehrt. Die Mündung steht leicht schräg zur Gehäuselängsachse. Der Mündungsrand ist nur sehr wenig nach außen umgebogen und nur leicht verdickt. Der Nabel ist ein langer, weiter Schlitz. Die Farbe des Gehäuses variiert von hornfarben bis kastanienbraun. Die Oberfläche zeigt eine deutliche Anwachsstreifung. Die Schale ist vergleichsweise kräftig.
Im Geschlechtsapparat zweigt der Samenleiter (Vas deferens) vom Eisamenleiter (Spermovidukt) ab. Er ist sehr lang und dünn. Er mündet etwas unterhalb des Apex in den sehr langen Epiphallus; der Apex des Epiphallus ist in ein kurzes, konisches Flagellum ausgezogen. Etwa mittig bezogen auf die Gesamtlänge des Epiphallus sitzt ein kurzer konischer Blindsack (Epiphallusblindsack oder Epiphalluscaecum). Die Dicke des Epiphallus variiert über die gesamte Erstreckung wenig. Der Übergang Epiphallus/Penis ist durch eine Zunahme auf die doppelte Dicke des Epiphallus markiert. Der Penis ist im Vergleich zum Epiphallus sehr kurz. In der unteren Hälfte des Penis setzt der sehr lange Penisappendix an, der sich in fünf unterschiedlich dicke Abschnitte gliedern lässt. Der untere Teil ist etwas so dick wie der Penis selber. Darauf folgt ein sehr kurzer Teil, der etwa halb so dick wie der erste Teil ist. Danach nimmt die Dicke nochmals stark ab. Der vierte Abschnitt ist noch etwas dünner und geht allmählich in das Endteil, das länglich-keulenförmig ist. Der Retraktormuskel spaltet sich in zwei Stränge auf, von denen einer am Penis ansetzt, der andere Strang am unteren stark verdickten Teil des Penisappendix. Im weiblichen Trakt des Geschlechtsapparates ist der freier Eileiter sehr lang, die Vagina sehr kurz. Die Samenblase sitzt auf einem langen Stiel. Kurz vor der kleinen länglichen Blase zweigt ein sehr langes Divertikel ab, das annähernd zwei Drittel der Länge des Stiels erreicht.

## Geographische Verbreitung
Die Vertreter der Gattung Ena sind auf Europa, Kleinasien und den Nahen Osten beschränkt. 

## Taxonomie
Das Taxon wurde 1831 von William Turton aufgestellt. Die Gattung ist heute allgemein als eigenständige Gattung anerkannt und die Typusgattung der Familie Enidae.
- Ena Turton, 1831
  - Ena concolor (Westerlund, 1887)
  - Ena dazimonensis Hausdorf, 2001
  - Ena elongata (Kobelt, 1877)
  - Ena menkhorsti Hausdorf & Bank, 2001
  - Berg-Vielfraßschnecke (Ena montana (Draparnaud, 1801))
  - Ena monticola (Roth, 1856)
  - Ena nogellii (Roth, 1850)
  - †Ena sharmani (Baily, 1858), Sarmatium, Miozän
  - †Ena stefanii Wenz, 1919, Pontium, Pliozän
  - Ena subtilis (Rossmässler, 1837)